# Doctor Who (6.ª temporada clássica)
A sexta temporada clásica da série de televisão britânica de ficção científica Doctor Who estreou em 8 de outubro de 1968 com a história The Dominators e terminou em 1 de junho de 1969 com The War Games. Apenas 37 dos 44 episódios sobrevivem nos arquivos da BBC; 7 permanecem perdidos.  Como resultado, 2 arcos estão completos.

## Elenco

### Principal
- Patrick Troughton como o Segundo Doutor
- Frazer Hines como Jamie McCrimmon
- Wendy Padbury como Zoe Heriot

Patrick Troughton, Frazer Hines e Wendy Padbury fazem suas últimas aparições como o Segundo Doutor, Jamie McCrimmon e Zoe Heriot, respectivamente. Troughton e seus colegas atores decidiram coletivamente que a carga de trabalho do Doctor Who estava exaurindo-os e que logo partiriam do programa. A partir da 7.ª temporada, o programa nunca mais teria um número tão alto de episódios. Os três atores permaneceram com o programa até o final da sexta com o arco The War Games.

## Particiapação especial
Nicholas Courtney reaparece como brigadeiro Lethbridge-Stewart em The Invasion, visto pela última vez (como um coronel) em The Web of Fear. Ele logo faria aparições regulares no programa, começando com Spearhead from Space, da 7ª temporada.
John Levene faz sua primeira aparição como o cabo Benton em The Invasion. Ele continuaria aparecendo regularmente, com o personagem promovido a sargento, da 7.ª até a 13.ª temporada.
Alan Bennion faz sua primeira de três aparições na temporada interpretando um Ice Warrior. Nesta sua primeira aparição, ele interpreta Lord Slaar em The Seeds of Death.

## Seriais
Terrance Dicks assumiu o lugar de Derrick Sherwin como editor de roteiro em The Invasion, com Sherwin retomando o papel em The Space Pirates. Derrick Sherwin assumiu como produtor de Peter Bryant para The War Games.
A sexta temporada é a mais completa de todas as temporadas do Segundo Doutor, faltando apenas sete episódios (comparado com vinte e oito da 4.ª temporada e dezoito da 5.ª temporada), nenhuma das histórias da temporada está faltando nos arquivos e apenas duas histórias (The Invasion e The Space Pirates) estão incompletas. Isso se compara às duas primeiras temporadas do Segundo Doutor, das quais apenas dois arcos completos (The Tomb of the Cybermen e The Enemy of the World) sobrevivem. Os dois episódios ausentes do The Invasion foram reconstruídos usando animação e lançados em DVD.
The War Games que foi o arco final da temporada, e o último do mandato de Patrick Troughton como o Doutor, também foi o segundo mais longo até 10 episódios – apenas The Daleks' Master Plan da terceira temporada foi o mais longo.
The Dominators e The Mind Robber foram ambos produzidos no final do quinto bloco de gravações e ficaram nessa temporada.
| 44 | 1 | The Dominators     | "Episode 1"      | Morris Barry                            | "Norman Ashby" (Mervyn Haisman e Henry Lincoln) | 10 de agosto de 1968    | TT | 6,1 | 52 |
| 44 | 1 | The Dominators     | "Episode 2"      | Morris Barry                            | "Norman Ashby" (Mervyn Haisman e Henry Lincoln) | 17 de agosto de 1968    | TT | 5,9 | 55 |
| 44 | 1 | The Dominators     | [Episode 3]      | Morris Barry                            | "Norman Ashby" (Mervyn Haisman e Henry Lincoln) | 24 de agosto de 1968    | TT | 5,4 | 55 |
| 44 | 1 | The Dominators     | "Episode 4"      | Morris Barry                            | "Norman Ashby" (Mervyn Haisman e Henry Lincoln) | 31 de agosto de 1968    | TT | 7,5 | 51 |
| 44 | 1 | The Dominators     | "Episode 5"      | Morris Barry                            | "Norman Ashby" (Mervyn Haisman e Henry Lincoln) | 7 de setembro de 1968   | TT | 5,9 | 53 |
| Chegando em uma ilha irradiada, o Doutor, Jamie e sua nova companheira Zoe Heriot encontram uma nave alienígena carregando os imperiosos e implacáveis dominadores. |   |                    |                  |                                         |                                                 |                         |    |     |    |
| 45 | 2 | The Mind Robber    | "Episode 1"      | David Maloney                           | Derrick Sherwin (não-creditado)                 | 14 de setembro de 1968  | UU | 6,6 | 51 |
| 45 | 2 | The Mind Robber    | "Episode 2"      | David Maloney                           | Peter Ling                                      | 21 de setembro de 1968  | UU | 6,5 | 49 |
| 45 | 2 | The Mind Robber    | "Episode 3"      | David Maloney                           | Peter Ling                                      | 28 de setembro de 1968  | UU | 7,2 | 53 |
| 45 | 2 | The Mind Robber    | "Episode 4"      | David Maloney                           | Peter Ling                                      | 5 de outubro de 1968    | UU | 7,3 | 56 |
| 45 | 2 | The Mind Robber    | "Episode 5"      | David Maloney                           | Peter Ling                                      | 12 de outubro de 1968   | UU | 6,7 | 49 |
| Ao soprar uma ligação fluida, o Doutor é forçado a usar a unidade de emergência para tirar a TARDIS do perigo e, na verdade, da própria realidade: para a Terra da Ficção. Aqui, ele conhece personagens fictícios, como Rapunzel, Lemuel Gulliver e Medusa.                                                                  |   |                    |                  |                                         |                                                 |                         |    |     |    |
| 46 | 3 | The Invasion       | "Episode One"†   | Derrick Sherwin e Kit Pedler (história) | Douglas Camfield                                | 2 de novembro de 1968   | VV | 7,3 | 55 |
| 46 | 3 | The Invasion       | "Episode Two"    | Derrick Sherwin e Kit Pedler (história) | Douglas Camfield                                | 9 de novembro de 1968   | VV | 7,1 | 53 |
| 46 | 3 | The Invasion       | "Episode Three"  | Derrick Sherwin e Kit Pedler (história) | Douglas Camfield                                | 16 de novembro de 1968  | VV | 7,1 | 54 |
| 46 | 3 | The Invasion       | "Episode Four"†  | Derrick Sherwin e Kit Pedler (história) | Douglas Camfield                                | 23 de novembro de 1968  | VV | 6,4 | 51 |
| 46 | 3 | The Invasion       | "Episode Five"   | Derrick Sherwin e Kit Pedler (história) | Douglas Camfield                                | 30 de novembro de 1968  | VV | 6,7 | 52 |
| 46 | 3 | The Invasion       | "Episode Six"    | Derrick Sherwin e Kit Pedler (história) | Douglas Camfield                                | 7 de dezembro de 1968   | VV | 6,5 | 56 |
| 46 | 3 | The Invasion       | "Episode Seven"  | Derrick Sherwin e Kit Pedler (história) | Douglas Camfield                                | 14 de dezembro de 1968  | VV | 7,2 | 55 |
| 46 | 3 | The Invasion       | "Episode Eight"  | Derrick Sherwin e Kit Pedler (história) | Douglas Camfield                                | 21 de dezembro de 1968  | VV | 7,0 | 53 |
| Depois de se tornar invisível, a TARDIS chega à Inglaterra. Enquanto procura por um cientista desaparecido em uma empresa de eletrônicos, a equipe da TARDIS descobre que os Cybermen estão escondidos nos esgotos de Londres e planejam uma invasão.                                                                         |   |                    |                  |                                         |                                                 |                         |    |     |    |
| 47 | 4 | The Krotons        | "Episode One"    | David Maloney                           | Robert Holmes                                   | 28 de dezembro de 1968  | WW | 9,0 | 59 |
| 47 | 4 | The Krotons        | "Episode Two"    | David Maloney                           | Robert Holmes                                   | 4 de janeiro de 1969    | WW | 8,4 | 57 |
| 47 | 4 | The Krotons        | "Episode Three"  | David Maloney                           | Robert Holmes                                   | 11 de janeiro de 1969   | WW | 7,5 | 56 |
| 47 | 4 | The Krotons        | "Episode Four"   | David Maloney                           | Robert Holmes                                   | 18 de janeiro de 1969   | WW | 7,1 | 55 |
| Em um planeta sem nome, uma raça chamada Gonds está sujeita aos misteriosos Krotons, seres invisíveis a quem eles fornecem seus membros mais brilhantes como "companheiros". |   |                    |                  |                                         |                                                 |                         |    |     |    |
| 48 | 5 | The Seeds of Death | "Episode One"    | Michael Ferguson                        | Brian Hayles                                    | 25 de janeiro de 1969   | XX | 6,6 | 57 |
| 48 | 5 | The Seeds of Death | "Episode Two"    | Michael Ferguson                        | Brian Hayles                                    | 1 de fevereiro de 1969  | XX | 6,8 | 59 |
| 48 | 5 | The Seeds of Death | "Episode Three"  | Michael Ferguson                        | Brian Hayles e Terrance Dicks (não-creditado)   | 8 de fevereiro de 1969  | XX | 7,5 | 55 |
| 48 | 5 | The Seeds of Death | "Episode Four"   | Michael Ferguson                        | Brian Hayles e Terrance Dicks (não-creditado)   | 15 de fevereiro de 1969 | XX | 7,1 | 55 |
| 48 | 5 | The Seeds of Death | "Episode Five"   | Michael Ferguson                        | Brian Hayles e Terrance Dicks (não-creditado)   | 22 de fevereiro de 1969 | XX | 7,6 | 57 |
| 48 | 5 | The Seeds of Death | "Episode Six"    | Michael Ferguson                        | Brian Hayles e Terrance Dicks (não-creditado)   | 1 de março de 1969      | XX | 7,7 | 59 |
| Os Ice Warriors planejam destruir todos os seres vivos na Terra, tornando a Terra mais habitável para eles. |   |                    |                  |                                         |                                                 |                         |    |     |    |
| 49 | 6 | The Space Pirates  | "Episode One"†   | Michael Hart                            | Robert Holmes                                   | 8 de março de 1969      | YY | 5,8 | 57 |
| 49 | 6 | The Space Pirates  | "Episode Two"    | Michael Hart                            | Robert Holmes                                   | 15 de março de 1969     | YY | 6,8 | 52 |
| 49 | 6 | The Space Pirates  | "Episode Three"† | Michael Hart                            | Robert Holmes                                   | 22 de março de 1969     | YY | 6,4 | 55 |
| 49 | 6 | The Space Pirates  | "Episode Four"†  | Michael Hart                            | Robert Holmes                                   | 29 de março de 1969     | YY | 5,8 | 53 |
| 49 | 6 | The Space Pirates  | "Episode Five"†  | Michael Hart                            | Robert Holmes                                   | 5 de abril de 1969      | YY | 5,5 | 56 |
| 49 | 6 | The Space Pirates  | "Episode Six"†   | Michael Hart                            | Robert Holmes                                   | 12 de abril de 1969     | YY | 5,3 | 52 |
| Balizas espaciais nas pistas espaciais estão sendo explodidas e saqueadas por preciosas argonitas por uma gangue de piratas espaciais liderada por Caven e seu colega Dervish. |   |                    |                  |                                         |                                                 |                         |    |     |    |
| 50 | 7 | The War Games      | "Episode One"    | David Maloney                           | Terrance Dicks e Malcolm Hulke                  | 19 de abril de 1969     | ZZ | 5,5 | 55 |
| 50 | 7 | The War Games      | "Episode Two"    | David Maloney                           | Terrance Dicks e Malcolm Hulke                  | 26 de abril de 1969     | ZZ | 6,3 | 54 |
| 50 | 7 | The War Games      | "Episode Three"  | David Maloney                           | Terrance Dicks e Malcolm Hulke                  | 3 de maio de 1969       | ZZ | 5,1 | 53 |
| 50 | 7 | The War Games      | "Episode Four"   | David Maloney                           | Terrance Dicks e Malcolm Hulke                  | 10 de maio de 1969      | ZZ | 5,7 | 50 |
| 50 | 7 | The War Games      | "Episode Five"   | David Maloney                           | Terrance Dicks e Malcolm Hulke                  | 17 de maio de 1969      | ZZ | 5,1 | 53 |
| 50 | 7 | The War Games      | "Episode Six"    | David Maloney                           | Terrance Dicks e Malcolm Hulke                  | 24 de maio de 1969      | ZZ | 4,2 | 53 |
| 50 | 7 | The War Games      | "Episode Seven"  | David Maloney                           | Terrance Dicks e Malcolm Hulke                  | 31 de maio de 1969      | ZZ | 4,9 | 53 |
| 50 | 7 | The War Games      | "Episode Eight"  | David Maloney                           | Terrance Dicks e Malcolm Hulke                  | 7 de junho de 1969      | ZZ | 3,5 | 53 |
| 50 | 7 | The War Games      | "Episode Nine"   | David Maloney                           | Terrance Dicks e Malcolm Hulke                  | 14 de junho de 1969     | ZZ | 4,1 | 57 |
| 50 | 7 | The War Games      | "Episode Ten"    | David Maloney                           | Terrance Dicks e Malcolm Hulke                  | 21 de junho de 1969     | ZZ | 5,0 | 58 |
| Soldados lavados pelo cérebro estão sendo sequestrados da Terra por alienígenas e forçados a lutar em ambientes simulados, refletindo os períodos da história de onde foram tirados. O objetivo dos alienígenas é produzir um super-exército dos sobreviventes. O Doutor é forçado a fazer uma escolha que mudará quem ele é. |   |                    |                  |                                         |                                                 |                         |    |     |    |

↑†  Episódio perdido

## Episódios perdidos
- The Invasion – Episódios 1 & 4 (num total de 8)
- The Space Pirates – Episódios 1, 3 – 6 (num total de 6)

## Lançamentos em DVD
| Título do arco | Número e duração dos episódios | Data de lançamento (Região 2) | Data de lançamento (Região 4) | Data de lançamento (Região 1) |
| --- | ------------------------------ | ----------------------------- | ----------------------------- | ----------------------------- |
| The Dominators | 5 × 25 min.                    | 12 de julho 2010              | 2 de setembro 2010            | 11 de janeiro de 2011         |
| The Mind Robber | 5 × 20 min.                    | 7 de março de 2005            | 5 de maio de 2005             | 6 de setembro de 2005         |
| The Invasion (episódios 2–3 & 5–8 of 8, animação de 1 & 4)                                                           | 8 × 25 min.                    | 6 de novembro de 2006         | 3 de janeiro de 2007          | 6 de março de 2007            |
| The Krotons | 4 × 25 min.                    | 2 de julho de 2012            | 2 de agosto de 2012           | 10 de julho de 2012           |
| The Seeds of Death                                                                                                   | 6 × 25 min.                    | 17 de fevereiro de 2003       | 5 de maio de 2003             | 2 de março de 2004            |
| The Seeds of Death – Edição Especial Disponível apenas como parte do box Revisitations 2 definida nas Regiões 2 e 4. | 6 × 25 min.                    | 28 de março de 2011           | 5 de maio de 2011             | 12 de junho de 2012           |
| The War Games | 10 × 25 min.                   | 6 de julho de 2009            | 3 de setembro de 2009         | 3 de novembro de 2009         |

Lost in Time

Todos os outros arcos perdidos do Segundo Doutor desta temporada foram lançados na coleção Lost in Time com exceção de The Invasion que teve seu episódio em falta animado para lançamento em DVD. Lost in Time foi lançado em dois formatos na Região 1, com lançamentos individuais para os volumes um e dois (que cobrem os episódios do Primeiro Doutor e do Segundo Doutor, respectivamente), bem como uma edição combinando ambos os volumes. Nas Regiões 2 e 4, Lost in Time está disponível apenas como o volume único combinado.
| Inclui episódios de                 | Número e duração dos episódios | Data de lançamento (Região 2) | Data de lançamento (Região 4)                                                 | Data de lançamento (Região 1) |
| ----------------------------------- | ------------------------------ | ----------------------------- | ----------------------------------------------------------------------------- | ----------------------------- |
| The Space Pirates (episódio 2 de 6) | 1 × 25 min.                    | 1 de novembro de 2004         | 2 de dezembro de 2004 (lançamento original) 1 de julho de 2010 (relançamento) | 2 de novembro de 2004         |

## Novelizações
| Título do arco     | Título do livro              | Autor          | Primeira publicação    |
| ------------------ | ---------------------------- | -------------- | ---------------------- |
| The Dominators     | The Dominators               | Ian Marter     | 19 de abril de 1984    |
| The Mind Robber    | The Mind Robber              | Peter Ling     | 20 de novembro de 1986 |
| The Invasion       | The Invasion                 | Ian Marter     | 16 de maio de 1985     |
| The Krotons        | The Krotons                  | Terrance Dicks | 13 de junho de 1985    |
| The Seeds of Death | The Seeds of Death           | Terrance Dicks | 17 de julho de 1986    |
| The Space Pirates  | The Space Pirates            | Terrance Dicks | 15 de março de 1990    |
| The War Games      | Doctor Who and the War Games | Malcolm Hulke  | 25 de setembro de 1979 |